# Alisalia delicata
Alisalia delicata es una especie de escarabajo del género Alisalia, familia Staphylinidae. Fue descrita científicamente por Casey en 1911.
Esta especie habita en Angustias del Norte.